# Esserts-Blay
Esserts-Blay és un municipi francès situat al departament de la Savoia i a la regió d'Alvèrnia-Roine-Alps. L'any 2007 tenia 711 habitants.

## Demografia

### Població
El 2007 la població de fet d'Esserts-Blay era de 711 persones. Hi havia 296 famílies de les quals 72 eren unipersonals (28 homes vivint sols i 44 dones vivint soles), 100 parelles sense fills, 100 parelles amb fills i 24 famílies monoparentals amb fills.
La població ha evolucionat segons el següent gràfic:
Habitants censats

### Habitatges
El 2007 hi havia 425 habitatges, 298 eren l'habitatge principal de la família, 103 eren segones residències i 24 estaven desocupats. 376 eren cases i 49 eren apartaments. Dels 298 habitatges principals, 227 estaven ocupats pels seus propietaris, 58 estaven llogats i ocupats pels llogaters i 13 estaven cedits a títol gratuït; 2 tenien una cambra, 20 en tenien dues, 57 en tenien tres, 93 en tenien quatre i 125 en tenien cinc o més. 258 habitatges disposaven pel capbaix d'una plaça de pàrquing. A 127 habitatges hi havia un automòbil i a 145 n'hi havia dos o més.

### Piràmide de població
La piràmide de població per edats i sexe el 2009 era:
| Homes | Edats   | Dones |
| ----- | ------- | ----- |
| 0     | 95 o +  | 0     |
| 0     | 90 a 94 | 12    |
| 12    | 85 a 89 | 0     |
| 0     | 80 a 84 | 16    |
| 12    | 75 a 79 | 12    |
| 12    | 70 a 74 | 16    |
| 24    | 65 a 69 | 8     |
| 28    | 60 a 64 | 32    |
| 32    | 55 a 59 | 20    |
| 20    | 50 a 54 | 20    |
| 24    | 45 a 49 | 24    |
| 24    | 40 a 44 | 28    |
| 28    | 35 a 39 | 12    |
| 32    | 30 a 34 | 20    |
| 8     | 25 a 29 | 12    |
| 32    | 20 a 24 | 16    |
| 12    | 15 a 19 | 8     |
| 36    | 10 a 14 | 12    |
| 20    | 5 a 9   | 8     |
| 12    | 0 a 4   | 12    |

## Economia
El 2007 la població en edat de treballar era de 440 persones, 322 eren actives i 118 eren inactives. De les 322 persones actives 304 estaven ocupades (178 homes i 126 dones) i 18 estaven aturades (5 homes i 13 dones). De les 118 persones inactives 35 estaven jubilades, 35 estaven estudiant i 48 estaven classificades com a «altres inactius».

### Ingressos
El 2009 a Esserts-Blay hi havia 303 unitats fiscals que integraven 704 persones, la mediana anual d'ingressos fiscals per persona era de 18.331,5 €.

### Activitats econòmiques
Dels 31 establiments que hi havia el 2007, 1 era d'una empresa extractiva, 2 d'empreses alimentàries, 1 d'una empresa de fabricació d'altres productes industrials, 13 d'empreses de construcció, 5 d'empreses de comerç i reparació d'automòbils, 2 d'empreses d'hostatgeria i restauració, 1 d'una empresa immobiliària, 5 d'empreses de serveis i 1 d'una entitat de l'administració pública.
Dels 12 establiments de servei als particulars que hi havia el 2009, 5 eren paletes, 1 guixaire pintor, 1 fusteria, 2 lampisteries, 2 electricistes i 1 restaurant.
L'any 2000 a Esserts-Blay hi havia 9 explotacions agrícoles que ocupaven un total de 570 hectàrees.

## Equipaments sanitaris i escolars
El 2009 hi havia una escola elemental integrada dins d'un grup escolar amb les comunes properes formant una escola dispersa.

## Poblacions més properes
El següent diagrama mostra les poblacions més properes.